# ویرجینیا لی
ویرجینیا لی (انگلیسی: Virginia Lee; ۶ آوریل ۱۹۶۵ – ) قایقران روئینگ اهل استرالیا بود.
وی در مسابقات کشوری و بین‌المللی در مجموع برندهٔ ۱ مدال طلا، ۲ مدال نقره، ۲ مدال برنز شده‌است.